# Lobelia udzungwensis
Lobelia udzungwensis är en klockväxtart som beskrevs av Mats Thulin. Lobelia udzungwensis ingår i släktet lobelior, och familjen klockväxter.
Artens utbredningsområde är Tanzania. Inga underarter finns listade i Catalogue of Life.